# Абдул Халім
Абдул Халім (індонез. Abdoel Halim) — індонезійський політичний діяч, прем'єр-міністр країни, національний герой Індонезії.

## Життєпис
Народився 27 грудня 1911 року в Букіттінгі (Західна Суматра). У віці 7 років його для здобуття освіти забрав до себе, до Джакарти, кузен Абдулла, який був одним з керівників нафтової компанії BPM (нині Pertamina). Там Халім закінчив кілька навчальних закладів, у тому числі й військово-медичну академію.
Політична кар'єра Халіма почалась після проголошення незалежності Індонезії. У січні-вересні 1950 року очолював уряд, пізніше обіймав посаду міністра оборони. Входив до складу Надзвичайного уряду Республіки Індонезії разом з Джоханнесом Лейменою та Мохаммадом Натсіром. Після завершення політичної кар'єри працював лікарем, керував однією з лікарень Джакарти від липня 1951 до липня 1961 року.
Окрім політичної діяльності, Абдул Халім професійно займався спортом — грав у футбол. 1927 року брав участь у створенні футбольної команди у Джакарті (нині — футбольний клуб Персіджа) й упродовж кількох років по тому був президентом команди. У 1951-1955 роках був заступником голови, а потім головою Олімпійського комітету Індонезії. Також 1952 року очолював національний комітет з будівництва у Джакарті стадіону Ікада. Того ж року очолив індонезійську команду на Олімпійських іграх у Гельсінкі.

## Нагороди
- Національний герой Індонезії;
- Орден «Зірка Махапутра» 3-го ступеню.